# Самое необычное Рождество Рыжика
«Самое необычное Рождество Рыжика» (англ. Holidaze: The Christmas That Almost Didn't Happen) — рождественский анимационный фильм покадровой съёмки от режиссёра Дэвида Х. Брукса. Премьера мультфильма состоялась 14 ноября 2006 года. Сюжет шоу завязан вокруг оленя Расти (Фред Сэвидж). Друзья Расти это Канди, Пасхальный заяц (Глэдис Найт), Мистер С, ворчливый Амур (Пол Родригес), Альберт (Пол Родригес), Трит и Трик (Бренда Сонг и Эмили Осмент) подростковые призраки Хэллоуина.

## Роли
- Джон Алес в роли Ганга/Роджера
- Эндрю Блок в роли фотографа Эльфа/Эльфа-технолога/Отца/Итальянского шеф-повара
- Эди МакКлёрг в роли Миссис Клаус
- Джон О’Харли в роли Крингл (голос)
- Глэдис Найт в роли Канди
- Пол Родригес в роли Мистера С
- Фред Сэвидж в роли оленя Расти (голос)
- Бренда Сонг в роли Трита (голос)
- Эмили Осмент в роли Трика (голос)
- Дилан и Коул Спроус в роли Кида (голос)
- Фред Уиллард в роли Санты Клауса (голос)
- Гарланд Уильямс в роли Альберта

## Спонсорство
Специальный рождественский 60-минутный ролик был организован компаниями Campbell’s Soup, Wal-Mart, Ask.com и Кока-Кола. В фильме было большое количество продуктов рекламируемых этими фирмами.

## DVD
Релиз на DVD состоялся 30 октября 2006 года компанией PorchLight Entertainment и дистербъютирован компаниями Wal-Mart и ART industries.
DVD прилагался к журналу «The Australian Women’s Weekly» в 2008 году.